# Saint-Pierre-le-Vieux (Lozère)
Saint-Pierre-le-Vieux – miejscowość i gmina we Francji, w regionie Oksytania, w departamencie Lozère. W 2013 roku populacja gminy wynosiła 312 mieszkańców. Przez gminę przepływa rzeka Truyère. 